# Luis Fernando de Orleans y Borbón
Luis Fernando de Orleans y Borbón (Madrid, 5 de noviembre de 1888-París 20 de junio de 1945) fue un infante de España por decisión de su tía, la reina regente María Cristina, y ostentó el título desde su nacimiento hasta 1924, cuando le fue retirado por su primo Alfonso XIII por su conducta poco ejemplar. Luis Fernando era hijo del infante Antonio de Orleans, iv duque de Galliera, y de la infanta Eulalia, hija de la reina Isabel II de España.

## Biografía

### Infancia y juventud
Luis Fernando nació en Madrid, en 1888, durante la minoría de edad de su primo hermano, Alfonso XIII. El 4 de noviembre de 1888 su tía, la reina regente María Cristina decretó:

...vengo en disponer que el hijo o hija que diere a luz mi dicha hermana (Doña María Eulalia Francisca de Asís) goce las prerrogativas de Infante de España y mando que se le guarden las preeminencias, honores y demás distinciones correspondientes a tan alta jerarquía.

 Los padres de Luis Fernando eran primos carnales, ya que sus dos abuelas, la reina Isabel II y la infanta Luisa Fernanda, eran hijas del rey Fernando VII. Su abuelo paterno era Antonio de Orleans, duque de Montpensier, y su abuelo materno era el rey consorte Francisco de Asís. Luis Fernando además tenía un hermano mayor, Alfonso, llamado familiarmente Ali, y en 1890 su madre dio a luz a una niña, Roberta, que no sobrevivió el parto.
Fue bautizado en la capilla del Palacio Real de Madrid el 2 de diciembre de 1888, siendo apadrinado por sus tíos Luis Fernando de Baviera y la infanta Paz de Borbón. Se le impusieron los nombres de Luis Fernando María Zacarías.
En 1899 Luis Fernando y su hermano Alfonso fueron enviados a Inglaterra para ser educados por los jesuitas en el Beaumont College, y no regresaron a España hasta 1904. En 1900, tras varios años de discordia e infidelidades mutuas, sus padres se divorciaron, hecho que causó un gran escándalo en el seno de la familia Borbón. Desde aquel momento, Luis Fernando comenzaría a tener una relación indiferente hacia su madre, que dedicaba su tiempo a viajar por varios países europeos, y cortó cualquier vínculo con su padre, que por aquel entonces mantenía una tormentosa relación con su amante, Carmen Giménez Flores, a la que posteriormente Alfonso XIII otorgaría el título de vizcondesa de Térmens, para la irritación de Eulalia.

### Vida adulta
En julio de 1914, el New York Times anunció inesperadamente el matrimonio de Luis Fernando de Orleans con una joven británica llamada Beatrice Harrington, pero la sorpresa se disipó cuando se descubrió el error. El novio era realmente Luis de Borbón, duque de Ánsola, un primo lejano del infante Luis Fernando.
En octubre de 1924 Luis Fernando fue expulsado de Francia por haber estado envuelto en un caso de tráfico de drogas. Como respuesta por el escándalo, su primo el rey Alfonso XIII anuló sus privilegios como infante de España y le retiró el título el 9 de octubre de dicho año, a pesar de las protestas de Luis Fernando. Incapacitado para vivir ni en España ni en Francia, Luis se trasladó a Lisboa. En marzo de 1926 fue arrestado nuevamente intentando cruzar la frontera hispanoportuguesa disfrazado de mujer, y fue acusado de contrabando.
En 1929 la prensa publicó que Luis Fernando estaba comprometido con Mabelle Gilman Corey, una actriz de Broadway y la antigua esposa de William E. Corey, un magnate del acero. El matrimonio nunca llegó a celebrarse. En julio de 1930 fue anunciado el compromiso matrimonial entre el exinfante y Marie Constance Charlotte Say (1857-1943), sobrina nieta de Jean-Baptiste Say y viuda del príncipe Enrique Amadeo de Broglie y propietaria del castillo de Chaumont; Marie Say era hija de Constant Say, del cual había heredado la azucarera del mismo nombre. En aquel entonces Luis Fernando tenía 41 años, mientras que Marie contaba con 72.
El anuncio de las nupcias causó un escándalo considerable. El sobrino de Marie, François de Cossé, duque de Brissac, llevó a Luis Fernando a pleito en nombre de su familia ante el Tribunal de Alta Instancia del Sena para detener el matrimonio. Declaraba que su tía estaba mentalmente incapacitada para ser dueña de sus actos, a lo que ella repuso que pensaba en el matrimonio desde hacía doce años, pero que lo había aplazado a causa de sus nietos. La corte determinó que el duque de Brissac no tenía derecho legal para oponerse al matrimonio de su tía,  aunque primero se nombró una comisión de tres doctores que investigarían el estado mental de Marie Say. Los galenos acabaron confirmando el dictamen judicial.
El 19 de julio de 1930, Luis Fernando y Marie Say se casaron en una ceremonia civil en Londres, esperando hasta octubre para casarse en una ceremonia religiosa en la catedral de San Siro en San Remo, en la riviera italiana. La pareja se quedó a vivir en dicha localidad, en una casa cedida a Luis Fernando por su madre, la infanta Eulalia, con quien el ex infante mantenía una relación ambigua.

### Últimos años
El desmesurado nivel de vida de Luis Fernando de Orleans obligó a su mujer a vender su castillo y sus tierras en Chaumont. En febrero de 1935 fue nuevamente extraditado de Francia, pues había sido detenido en una redada de la brigada antivicio. Desde hacía años se había cuestionado su orientación sexual, abiertamente amanerado y al que el populacho madrileño llamaba "el rey de los maricas". Una vez que Luis Fernando hubo dilapidado la fortuna de su esposa, la abandonó y continuó viviendo solo en París, desde donde se convirtió en un activo miembro de la Resistencia francesa. De hecho, se comenta que cuando Hitler obligó a los judíos a llevar la estrella amarilla en Alemania en 1938, se le vio paseando por Berlín con una cosida en su chaqueta. 
La princesa de Broglie muere en 1943 a los 86 años en su apartamento de la rue de Grenelle, mientras el infante Luis Fernando vive en una casa de retiro, falleciendo dos años después que su esposa, a los 57 años de edad en una clínica de París, como consecuencia de una cirugía de orquiectomía para tratarle un cáncer, la cual habría sido realizada por el Dr. Gaudard. Fue sepultado en París en la iglesia del Inmaculado Corazón de María, en la rue de la Pompe 51 bis, también conocida como Iglesia Española de París.
En 2012 la editorial Espasa publicó la primera biografía de Luis Fernando de Orleans y Borbón bajo el título El infante maldito, obra del escritor José Carlos García Rodríguez.

## Títulos, órdenes y armas

### Títulos
| ● 5 de noviembre de 1888-9 de octubre de 1924: | Su alteza real el Serenísimo Señor Infante Don Luis Fernando. |
| ● 9 de octubre de 1924-20 de junio de 1945:    | D. Luis Fernando de Orleans.                                  |

### Órdenes
- 30 de abril de 1909-9 de octubre de 1924: Caballero gran cruz de la Orden de Carlos III.[20]
- 30 de abril de 1909-9 de octubre de 1924: Primer caballero maestrante de la Real Maestranza de Caballería de Granada.[20]

### Armas

Escudo usado como infante. (Hasta 1924)
Escudo después de la pérdida del título y distinciones. (1924-1945)